# El asesino fantasma
El asesino fantasma (título original, The Greene Murder Case) es una novela publicada en 1928 por el escritor estadounidense de novelas policiales S.S. Van Dine. Se trata de la tercera obra en la que aparece Philo Vance, un detective que resuelve los casos aplicando sus conocimientos científicos y psicológicos. En su momento, el libro fue el cuarto superventas por número de copias vendidas durante su año de publicación en Estados Unidos.

## Argumento
Julia y Ada Greene son atacadas a balazos por un asesino que logra escabullirse, muriendo una y quedando mortalmente herida la otra. El fiscal Markham y el sargento Heath, encargados del caso, piden ayuda a su viejo amigo Philo Vance. 
Los asesinatos se repiten, y los crímenes cuentan con muy pocas pistas. Vance resolverá el caso observando simplismos detalles y basándose en un viejo manual de criminología del profesor Hans Gross.